# Natanleod
Natanleod měl být podle Anglosaské kroniky králem Britonů. Jeho včlenění do Anglosaské kroniky je považováno za produkt lidové etymologie.
U roku 508 (údaj, na který se nelze spoléhat) zaznamenává Anglosaská kronika, že Cerdic a Cynric „zabili jistého britského krále jménem Natanleod a s ním 5 tisíc mužů – po němž byla země až po Cerdikův Brod pojmenována Natanleaga“. Za Cerdikův Brod je považován Charford v současném hrabství Hampshire, a Natanleaga je ztotožněna s bažinatou oblastí u vesnice Netley Marsh nedaleko města Totton rovněž v hrabství Hampshire.
Místní název Natanleaga však pravděpodobně neuchovává jméno poraženého britského krále, ale je místo toho odvozen od staroanglického kořene naet, vlhký.
Postava Natanleoda není jediná smyšlená osoba v rané části Anglosaské kroniky. Podobné lidové etymologie zřejmě stojí za jutským králem ostrova Wight Wihtgarem nebo domnělým eponymem Portsmouthu Portem a dalšími. Britský historik James Campbell (1935–2016) si všímá podobnosti mezi takovýmito anglosaskými tradicemi a středoirskými dindshenchas, které zaznamenávají tradice jednotlivých míst.
V 18. a 19. století byl Natanleod často ztotožňován s legendárním britským králem Ambrosiem Aurelianem. Anglický historik Edward Gibbon (1737–1794) ve svých Dějinách úpadku a pádu římské říše odkazuje na toto ztotožnění se skepticismem: „Díky jednomyslné, byť pochybné domněnce našich zájemců o antikvity je Ambrosius zaměňován s Natanleodem, který ztratil svůj vlastní život a pět tisíc svých poddaných v bitvě proti Západnímu Sasu Cerdikovi.“